# Dora (Alabama)
Pour les articles homonymes, voir Dora.
La ville de Dora est située dans le comté de Walker, dans l’État d’Alabama, aux États-Unis. Lors du recensement de 2010, elle comptait 2 413 habitants.

## Personnalités liées à Dora
- Sybil Gibson
- Terry Fell

## Démographie
| 1900 | 1910 | 1920  | 1930  | 1940  | 1950 | 1960  | 1970  |
| ---- | ---- | ----- | ----- | ----- | ---- | ----- | ----- |
| 385  | 916  | 1 117 | 1 143 | 1 032 | 984  | 1 776 | 1 862 |

| 1980  | 1990  | 2000  | 2010  | 2020  | - | - | - |
| ----- | ----- | ----- | ----- | ----- | - | - | - |
| 2 327 | 2 214 | 2 413 | 2 025 | 2 297 | - | - | - |

## Source
- (en) Cet article est partiellement ou en totalité issu de l’article de Wikipédia en anglais intitulé « Dora, Alabama » (voir la liste des auteurs).
- Notices d'autorité :   - VIAF
  - IdRef
  - LCCN
  - Israël
  - WorldCat
- Worldcat .org